# Угљегорск
Угљегорск (рус. Углегорск) град је у Русији у Сахалинској области.

## Становништво
| 1959.  | 1970.  | 1979.  | 1989.  | 2002.  | 2010.  |
| ------ | ------ | ------ | ------ | ------ | ------ |
| 17.852 | 17.921 | 18.429 | 18.402 | 13.396 | 10.381 |